# Sidiki Diabaté (1922-1996)
Pour les articles homonymes, voir Diabaté.
Sidiki Diabaté (1922-1996) était un joueur de kora virtuose.

## Biographie
Né en Gambie en 1922 d’une famille originaire de Galin (Kita) au Mali,, il a contribué à diffuser le répertoire de la musique mandingue de kora.
Son épouse, la cantatrice Nama Koïta, était membre du Ballet national du Mali. Il est le père de Toumani Diabaté et de Mamadou Sidiki Diabaté dit Madou, et le grand-père de Sidiki Diabaté junior et Balla Diabaté.